# Lista över politiska partier i Norge

## Stortingspartier
Partier som är eller har varit representerade i Stortinget (alfabetisk ordning):
|  | Arbeiderpartiet           | AP  | Jonas Gahr Støre       | center-vänster | socialdemokrati                       | 48 / 169 | 2 023 / 9 344 |
|  | Høyre                     | H   | Erna Solberg           | center-höger   | liberalkonservatism, konservatism     | 36 / 169 | 1 717 / 9 344 |
|  | Senterpartiet             | Sp  | Trygve Slagsvold Vedum | center         | nordiska agrarpartier, euroskepticism | 28 / 169 | 1 274 / 9 344 |
|  | Fremskrittspartiet        | FrP | Sylvi Listhaug         | höger          | nationalliberalism, högerpopulism     | 21 / 169 | 948 / 9 344   |
|  | Sosialistisk Venstreparti | SV  | Audun Lysbakken        | vänster        | demokratisk socialism, ekosocialism   | 13 / 169 | 484 / 9 344   |
|  | Rødt                      | R   | Marie Sneve Martinusen | vänster        | socialism, marxism                    | 8 / 169  | 192 / 9 344   |
|  | Venstre                   | V   | Guri Melby             | center         | liberalism, socialliberalism          | 8 / 169  | 280 / 9 344   |
|  | Miljøpartiet De Grønne    | MDG | Une Aina Bastholm      | center-vänster | grön ideologi                         | 3 / 169  | 157 / 9 344   |
|  | Kristelig Folkeparti      | KrF | Olaug Bollestad        | center-höger   | kristdemokrati, socialkonservatism    | 3 / 169  | 359 / 9 344   |
|  | Pasientfokus              | PF  | Irene Ojala            | -              | sjukvårdspolitik                      | 1 / 169  | 0 / 9 344     |

## Övriga partier
- Kystpartiet (KP)
- Norges Kommunistiske Parti (NKP)

## Partier representerade i fylkes- och kommunstyrelser
Partier med representanter i fylkes- och kommunstyrelser förutom de ovan nämnda.
- Demokratene
- Pensjonistpartiet (PP)
- Samfunnsdemokratane
- Sámi álbmotbellodat/Samefolkets parti
- Verdipolitisk parti

## Politiskt oavhängiga listor som är representerade i fylkes- och kommunestyrelser
Listens tillhörighet står i parentes.
- Alt For Innbyggerne (Fauske)
- Andørja fellesliste (Ibestad)
- Andøylista (Andøy)
- Arnøylista (Gildeskål)
- Askers Grønne Venner (Asker)
- Askimpartiet (Askim)
- Aukralista – tverrpolitisk liste (Aukra)
- Árja (Karasjok)
- Beiarn Bygdeliste (Beiarn)
- Berg fellesliste (Berg)
- Berg samlingsliste (Berg)
- Bindal Alternative Liste (Bindal)
- Bjarkøy kommunes politiske fellesliste (Bjarkøy)
- Bjoa bygdeliste (Vindafjord)
- Bryggjalista (Vågsøy)
- Buviklista (Skaun)
- By- og Bygdelista (Hamar)
- By og Nærmiljøpartiet (Porsgrunn)
- Byluftlisten (Bergen)
- Bymiljølista (Fredrikstad)
- Bygdalist i Skjåk (Skjåk)
- Bygdelista (Fyresdal)
- Bygdalista i Gausdal
- Bygdalista (Samnanger)
- Bygdelista (Vang)
- Bygdelista – for øvre del av Audnedal (Audnedal)
- Bygdelista Fiskefjord - Kongsvik - Hårvik (Tjeldsund)
- Bygdeliste for Høylandet (Høylandet)
- Bygdeliste for Midtre Gauldal (Midtre Gauldal)
- Bygdelista for Nordre Land (Nordre Land)
- Bygdelista for Stange (Stange)
- Bygdalista for tverrpolitisk samarbeid (Vågå)
- Bygdalista i Bjugn (Bjugn)
- Bygdalista i Lom (Lom)
- Bygdelista i Moskenes (Moskenes)
- Bygdeliste (Vestre Slidre)
- Bygdelista i Modum (Modum)
- Bygdelista i Stor-Elvdal (Stor-Elvdal)
- Bygdeliste for Flå (Flå)
- Bygdeutviklingslista (Sirdal)
- Bygland Bygdeliste (Bygland)
- Bøgdalesta (Osen)
- Båtsfjordlista (Båtsfjord)
- De kristne (Bømlo)
- Eidsvoll Demokratiske Bygdeliste (Eidsvoll)
- Ferjelista (Volda)
- Felleslista (Selbu)
- Felleslista (Fauske)
- Felleslista - Oktasaslista (Tana)
- Felleslista for bygdeutvikling (Agdenes)
- Felleslista for Dyrøy (Dyrøy)
- Felleslista for Ringvassøy, Reinøy og Rebbenesøy (Karlsøy)
- Felleslista for Værøy (Værøy)
- Fjordfolket (Storfjord)
- Flakstad distriktsliste (Flakstad)
- Folkelista for Hareid kommune (Hareid)
- Folkets Røst By- og Bygdeliste (Skedsmo)
- Fredvang og Krystad bygdeliste (Flakstad)
- Gran Bygdeliste (Gran)
- Hadsel Fellesliste (Hadsel)
- Hemnelista (Hemne)
- Hemnes samfunnsparti (Hemnes)
- Hinnøysiden tverrpolitiske liste (Tjeldsund)
- Innbyggerlista (Nesset)
- Innbyggjarpartiet (Kvinnherad)
- Karasjok flyttsamelagets liste (Karasjok)
- Karasjoklista (Karasjok)
- Kautokeino Fastboendes liste (Kautokeino)
- Kautokeino Flyttesameliste (Kautokeino)
- Kommunelista (Vevelstad)
- Kretsliste for området Russelv - Sør-Lenangsbotn (Lyngen)
- Kvam Tverrpolitiske liste (Kvam)
- Kåfjord bygdeliste (Kåfjord)
- Lenviklista (Lenvik)
- Lierne Bygdeliste (Lierne)
- Lomslista (Lom)
- Lovund Tverrpolitiske Liste (Lurøy)
- Lørenskog i våre hjerter (Lørenskog)
- Melbu og omegn samarbeidsliste (Hadsel)
- Meråker Tverrpolitiske Bygdeliste (Meråker)
- Miljølisten Rana (Rana)
- Moskenes fellesliste (Moskenes)
- Nes bygdeliste (Nes)
- Norddalslista (Norddal)
- Nye Odda (Odda)
- Nærbølista (Hå)
- Nøtterøylisten mot Bomring (Nøtterøy)
- Optimum (Namsskogan)
- Orkdalslista (Orkdal)
- Ringsakerlista (Ringsaker)
- Radikale Sosialister
- Rødøy fellesliste (Rødøy)
- Røroslista (Røros)
- Samarbeidslista (Hægebostad)
- Sámeálbmot Bellodat (Tana)
- Samarbeidsliste (Vevelstand)
- Samlingslista (Hyllestad)
- Samlingslista (Sørreisa)
- Sandsøy og Fenes/Skjellesvik bygdeliste (Bjarkøy)
- Seter krets (Osen)
- Småbylista Orkdal (Orkdal)
- Solidaritetslista (Notodden)
- Sotralista (Fjell)
- Stø kurs (Rødøy)
- Sulalista (Sula)
- Sømna Bygdeliste (Sømna)
- Søndre Land Bygdeliste (Søndre Land)
- Sør-Fron Bygdaliste (Sør-Fron)
- Tanangerlisten (Sola)
- Team Elverum – Politikk for by og bygd (Elverum)
- Tjømelista (Tjøme)
- Tranøy Folkeliste (Tranøy)
- Tvedestrand Tverrpolitiske Liste (Tvedestrand)
- Tverrpolitisk bygdeliste (Krødsherad)
- Tverrpolitisk liste (Gamvik)
- Tverrpolitisk liste (Nesseby)
- Tverrpolitisk liste (Selje)
- Tverrpolitisk liste (Sømna) (Sømna)
- Tverrpolitisk liste for Kvamsøy, Sandsøy og Voksa (Sande)
- Tverrpolitisk liste for Norddal (Norddal)
- Tverrpolitisk liste for Ålesund (Ålesund)
- Tverrpolitisk Kommuneliste (Sør-Aurdal)
- Tverrpolitisk bygdeliste (Eidfjord)
- Tverrpolitisk bygdeliste (Evje og Hornnes)
- Tverrpolitisk bygdeliste (Halsa)
- Tverrpolitisk bygdeliste (Åseral)
- Tverrpolitisk liste (Agdenes)
- Tverrpolitisk liste (Hægebostad)
- Tverrpolitisk liste (Ringebu)
- Tverrpolitisk liste for Tysfjord (Tysfjord)
- Tverrpolitisk samlingsliste-bygdaliste for Os (Os i Hordaland)
- Tverrpolitisk Valliste for Øygarden (Øygarden)
- Tydalslista (Tydal)
- Tynsetlista frie velgere (Tynset)
- Tysfjord bygdeliste (Tysfjord)
- Uavhengig valliste for Haram (Haram)
- Ungdomslista for Utsira (Utsira)
- Utsira Fellesliste (Utsira)
- Valgliste for Øvre Høylandet og Kongsmoen (Høylandet)
- Øksnes Tverrpolitiske liste (Øksnes)

## Partier utan folkvald representation
Partier utan folkevald representation
- Abort-motstanderne
- Innvandrerpartiet
- Kristent Samlingsparti (KS)
- Det Liberale Folkepartiet (DLF)
- Norsk Republikansk Allianse (NRA)
- Det norske Cannabisparti (DnC)
- Samfunnspartiet
- Sentrumsalliansen

## Historiska partier
- Arbeidernes kommunistparti (1973–2007)
- Arbeiderdemokratene/Radikale Folkeparti (1901–40)
- Avholdspartiet (1907–33)
- Centrum (1894–1900)
- Demokratiske Sosialister (AIK) (1973–1976)
- Den Nationale Legion (1928)
- Det liberale parti (1903)
- Direktedemokratene (DD)
- Fedrelandspartiet (1990–2008)
- Frisinnede Venstre (1909–45)
- Hortenpartiet (1999–2003)
- Moderate venstre (1888–1906)
- Nasjonal Samling (1933–45)
- Naturlovpartiet (NLP)
- NorgesPatriotene (2007–09)
- Norges Socialdemokratiske Arbeiderparti (1921–27)
- Rød Valgallianse (1973–2007)
- Samfundspartiet (1933–49)
- Samlingspartiet (1903–06)
- Sosialistisk Folkeparti (1961–75)
- Det Politiske Parti (DPP) (2000–05)
- Vigrid (2008–2009)